# Лексико-вкусовая синестезия
Лексико-вкусовая синестезия — редкая форма синестезии, при которой устная, письменная речь, некоторые цвета и эмоции неосознанно и постоянно вызывают у человека ощущение вкуса или запаха. Вкус часто переживается как сложная смесь температуры и фактуры. К примеру, у синестета Джива слово «тюрьма» вызывает вкусовые ощущения холодного жёсткого бекона. Синестетические вкусы вызываются через пару соответствий синестетических стимула и реакции. Синестетический стимул — это стимул, активизирующий чувство, а ощущение вкуса — это синестетическая реакция.

## Научные исследования
Существует множество научных подходов к определению и классификации стандартов, определяющих действительное наличие у человека врождённых неврологических условий к развитию лексико-гастической (вкусовой) синестезии. Учёные проверяют поведенческий признак, который значительно более высок по сравнению с контрольными группами после повторного тестирования согласованности. Другой научный стандартный метод определяет у некоторых закономерности синестезии с помощью использования Функциональной магнитно-резонансной томографии или функциональной МРТ (фМРТ), на которой видны зоны мозга, активные во время сканирования. Заключительный метод, предложенный выдающимся неврологом В. С. Рамашандрамом, — это кожно-гальваническая реакция (КГР). Данная реакция заключается в фиксации изменений электрического сопротивления кожи. Высокий градиент таких изменений показывает, что человек лжёт о проявлениях синестезии, в то время как его отсутствие свидетельствует о честном описании человеком своих ощущений.

### Ощущения и фонологическая подоплёка
Существует масса разновидностей форм лексико-гастической синестезии, проявляющихся в различных вкусовых ощущениях, связанных с неврологическими условиями и разнящихся от синестета к синестету. Примеры многих известных синестетических вкусовых ощущений задокументированы при исследованиях с участниками в единственном числе, которые демонстрируют разнообразие условий. К примеру, ПС — это синестет, которая ощущает вкусы в её голове, а не во рту. Её вкусовые ощущения чаще всего сопровождаются температурной и фактурной составляющей. Некоторые виды лексико-гастической синестезии проявляются, когда человек думает о значении слова, реже, когда его слышит или видит написание. В других случаях синестету необходимо услышать или прочитать слово, являющееся синестетическим стимулом. Большинство разновидностей такой синестезии сопровождаются сильными вкусовыми ощущениями, которые вызываются общеизвестными и часто используемыми словами. Фонологическая подоплёка такой формы синестезии ведёт современные исследования лексико-гастической синестезии к определению зон мозга, которые активируются у синестетов и кроют в себе причину неврологических перекрывающихся словесных состояний, а также ведёт к установлению возможной взаимосвязи таких результатов с результатами с неврологической точки зрения обычных людей.

### Исследования в области лексем
Исследования в области лексем (Tip of the tongue — TOT) относятся к исследованиям, при которых извлекаются из памяти характеристики слова высоких порядков такие, как значение слова, концепт или синтаксическая категория. Такие характеристики называются леммами слова. Исследования в области лексем показывают, что именно лемма слова может способствовать выявлению вкусовых ощущений, а не его фонемное произношение или написание. Кроме того, в результате исследований в этой области определено, что достаточно всего лишь частично активизировать лексему, чтобы возникло вкусовое ощущение.

### Тематические исследования

#### Синестет Джив
Джив — синестет, непроизвольно ощущающий вкус во рту, когда он слышит слово. Он описывает свои ощущения как очень правдоподобные, разве что он ничего не жуёт. Тематические исследования Джива в виде серии повторных испытаний, предназначенных оценить стабильность подобных ощущений, начались в конце 1970-х годов. В 2006 году, ровно через 27 лет после первого эксперимента, Джив и десять других подопытных, которые не участвовали в первом исследовании, прошли ассоциативный тест на слова, использованные в первом исследовании в 1970-х. Подопытные были предупреждены, что их сразу же повторно протестируют на предмет их чувственных проекций, вызываемых синестетическими стимулом и реакцией. Результаты этого исследования показали, что группа в среднем дала одинаковые показания в 47,9 % случаев, в то время как ощущения Джива на 100 % совпадали с указанными им прежде.
Ощущения Джива во многом связаны с едой, которую ему давали в детстве. Он с вероятностью в десять раз выше будет ощущать вкус шоколада при проявлении синестезии, нежели вкус чего-то, испробованного им только во взрослости, например, пива или кофе. К примеру, когда Джив слышит слово «это», он ощущает вкус «хлеба, обмакнутого в томатный суп». Хлеб и томатный суп имеют ароматы, обычные для детства Джива. Существуют гипотезы, что некоторые формы лексико-вкусовой синестезии могут формироваться в раннем детстве и по мере взросления ребёнка могут привести к подобному перепредставлению вкусовых воспоминаний из детства.
Согласованность исследований и фМРТ-сканирования подтвердили наличие у Джива лексико-вкусовой синестезии. ФМРТ-сканирование показало в мозге двустороннюю активацию 43-й зоны Бродмана в тот момент, когда Джив ощущает вкус. 43-я зона Бродмана является частью первичной вкусовой коры, которая отвечает за восприятие вкуса. Дальнейшие исследования первичных областей мозга, участвующих в синестезии, как у Джива, помогут выявить причины и корневые физиологические механизмы развития лексико-вкусовой синестезии.

#### Синестет СК
СК — это синестет, которая непроизвольно испытывает синестетические ощущения вкуса, запаха и фактуры во рту, когда она читает и говорит, а также слышит речь, музыку или определённые звуки окружающей среды. В случае исследования СК учёные использовали фМРТ, чтобы определить зоны мозга, активизирующиеся во время возникновения её синестетических ощущений. Они сравнили зоны активации в мозге СК, которые можно найти в литературе и которые у других синестетов отвечают за обработку речи, язык и обработку звука. Результаты показали, что у СК, во время того как она испытывает вкусовые ощущения, была ярко выражена активность левой передней островковой и левой верхней теменной долей. Оценив изображения, учёные предположили, что передняя островковая доля отвечает за вкусовые ощущения СК, в то время как верхняя теменная связывает воедино всю информацию для дальнейшей обработки мозгом. Основы этого исследования и других, схожих с ним, делают возможным определить тип синестетического стимула, который вызывает синестетическую реакцию, опираясь на данные о структуре мозговой активности.

#### Синестет ПС
ПС — это 24-летняя синестет, в чьей семье уже и раньше бывали случаи синестезии. У её матери зафиксирована лексико-вкусовая синестезия, а её отец страдает от гиперкинеза голосового аппарата. Сама она свободно говорит на английском и французском, а также знает основы испанского. ПС испытывает ярко выраженные синестетические вкусовые ощущения в английском и французском языках, но не в испанском, который она учила после того, как ей исполнилось 9 лет. Она описывает её синестетические вкусы как возникающие автоматически, когда она слышит определённые слова. Синестезия ПС уникальна тем, что она ощущает вкусы у себя в голове, а не во рту. Для ПС было выявлено, что большинство вкусовых впечатлений основаны на её детском рационе и вкусовых воспоминаниях детства. К примеру, слово «Барби» вызывает у ПС вкус «сладкого желе с кислыми гранулами». Учёные зафиксировали 99%-ю стабильность её ощущений при проведении тестов с перерывами более 3 недель. Результаты исследований также показали, что ПС не испытывает вкусовых ощущений, если кто-то просто говорит в ускоренном темпе или читает цепочки слов. Это натолкнуло учёных на мысль, что для активации механизма синестетического стимула-реакции, вызывающего вкусовые ощущения, при некоторых формах лексико-вкусовой синестезии необходимо сосредоточение на отдельных словах.

## Возможность неврологического обоснования
Многие современные теории предполагают, что синестезия является результатом различий, которые возникают в период неврологических процессов взросления. Возможно, что синаптический прунинг во время развития в детстве может приводить к продолжению поддержания соединений, которые впоследствии обычно разрываются. Остаточный контроль над этими связями может привести к пересечению мозговых зон, которые обычно не взаимодействуют между собой, а также к смешению ощущений. Для исследования наличия возможных подобных связей используется ФМРТ. Другой возможный механизм развития синестезии может основываться на повышенных структурных взаимосвязях в мозге синестетов, что можно зафиксировать с помощью визуализации тензора диффузии (DTI — diffusion tensor imaging).

## Возможность генетического обоснования
В среднем от 2 до 4 % населения планеты обладают той или иной формой синестезии. И лишь около 0,2 % имеют лексико-вкусовую форму. И, как представляется, существует тесная связь между генетическим компонентом и неврологическим межсенсорным феноменом. Лексико-гастическая синестезия и другие формы являются семейными, то есть передаются по наследству. К примеру, 40 % синестетов имеют близкого родственника с синестезией. Например, мать синестета ПС также имела лексико-вкусовую синестезию. Одно исследование предполагает, что может существовать особый ген синестезии, передающийся из поколения в поколение, который отвечает за предрасположенность к синестезии, но необязательно за её проявление. Дальнейшие изучения с целью выявления гена синестезии не увенчались успехом, однако возможным объяснением является повышение чувствительности рецептора серотонина 2А в 13-й хромосоме и его плотности.

## Воздействие на функции мозга
Учёные считают, что неврологические пути в мозгу синестета работают так же, как и у неврологически нормальных людей. Такие каналы просто увеличены у лиц, обладающих синестезией.

### Исследования людей, не обладающих синестезией
Было установлено, что неврологически нормальные лица в возрасте 2.5 лет демонстрируют тип синестетических межмодальных ассоциаций. В 1929 году Вольфганг Кёллер провёл эксперимент с группой носителей испанского языка, которым было предложено назвать словами «такета» и «балуба» набор округлых и пилообразных фигур. И был сделан вывод о том, что люди в подавляющем большинстве предпочитают называть пилообразные формы словом «такета», нежели «балуба». Сегодня многие учёные считают, что подобное явление — это синестетические межмодальные проекции между формой объекта и фонематическими процессами, протекающими при формировании слова во рту. Похожий эксперимент был проведён с пищей и словами «Буба» и «Кики» у неврологически нормальных людей, который показал схожие результаты. Было установлено, что участники как будто опирались на абстрактные ключи от различных блюд, ассоциируя вкусовые ощущения со звучанием бессмысленных слов.

## Упоминания в популярной культуре

### Упоминания в литературе
Главная героиня «Горечь во рту» (2011, авторство Моник Чыонг), Линда, чувствует слова на вкус.

### Упоминания в кинематографе
В компьютерной анимационной комедии «Рататуй» (Дисней / Пиксар, 2007) рассказывается о крысёныше по имени Реми, который мечтает стать шеф-поваром. У Реми обострённые чувства вкуса и запаха, которые синестетически обыграны в фильме.

### Упоминания в веб-комиксах
Персонаж веб-комикса «Homestuck» Терези Пайроп чувствует цвета и эмоции на запах и вкус.